# Dennis Lyxzén
Dennis Lyxzén (* 19. červen 1972, Umeå, Švédsko) je činorodý švédský hudebník a frontman kapel Refused, INVSN, The (International) Noise Conspiracy nebo také AC4. Je veganem a zastáncem hnutí straight edge.
V roce 1987 zakládá svou první skupinu Afro Jetz, která se posléze přetavila ve Step Forward, první švédskou straight edge kapelu. Lyxzén celosvětově proslul jako člen hardcorové skupiny Refused, jež existovala mezi roky 1992 až 1998 a koncertovala také v roce 2012. Hudební časopis Kerrang! umístil jejich album The Shape of Punk to Come v soutěži o 50 nejvýznamnějších alb historie na 13. místo. Půl roku po rozpadu Refused zakládá skupinu The (International) Noise Conspiracy.
Lyxzén je dnes členem velice úspěšně oživeného post-punkového projektu INVSN (dříve Invasionen) a spící hardcore skupiny AC4.

## Diskografie

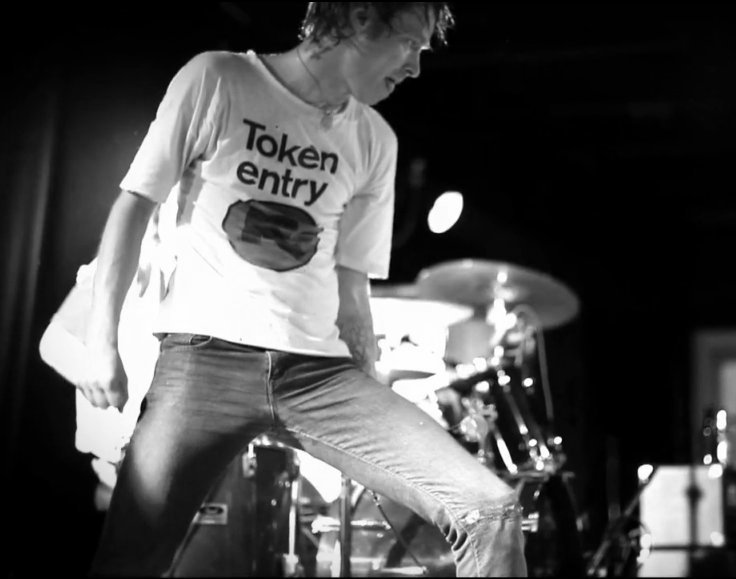
Dennis Lyxzén při vystoupení AC4 v Brisbane v roce 2011.

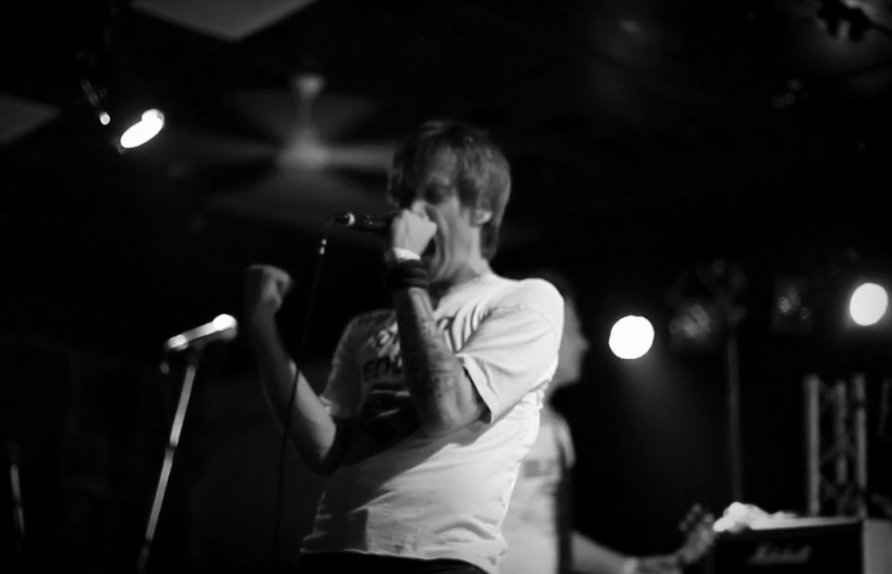
Dennis Lyxzén při vystoupení AC4 v Brisbane v roce 2011.

### S Step Forward
- It Did Make a Difference (Desperate Fight Records 1991)[4]

### S Refused
- This Is the New Deal (Burning Heart Records 1993)
- This Just Might Be the Truth (Burning Heart Records 1993)
- Pump the Brakes (Burning Heart Records 1993)
- Everlasting (Burning Heart Records 1994)
- Songs to Fan the Flames of Discontent (Burning Heart Records 1996)
- Rather Be Dead E.P. (Burning Heart Records 1996)
- The E.P. Compilation (Burning Heart Records 1997)
- The Demo Compilation (Burning Heart Records 1997)
- The New Noise Theology E.P. (Burning Heart Records 1998)
- The Shape of Punk to Come (Burning Heart Records 1998)[2][4]

### S Final Exit
- Teg (Desperate Fight Records 1995)
- Umeå (Desperate Fight Records 1997)
- Det Engentliga Västerbotten - Complete Discography 94-97 (Monumental Records 2007)[4]

### S The (International) Noise Conspiracy
- T(I)NC / Separation 7" (Black Mask / Busted Heads 1999)
- The First Conspiracy (G7 Welcoming Committee 1999)
- Survival Sickness (Burning Heart / Epitaph 2000)
- Smash It Up EP (Burning Heart Records 2000)
- Capitalism Stole My Virginity EP (G7 Welcoming Committee 2001)
- A New Morning, Changing Weather (Burning Heart Records 2001)
- Up for Sale EP (Sympathy for the Record Industry 2004)
- Bigger Cages, Longer Chains EP  (Burning Heart Records 2003)
- Armed Love (Burning Heart / American Recordings 2004)
- A Small Demand EP (Burning Heart Records 2004)
- The Cross of My Calling (Burning Heart / American Recordings 2008)[4]

### S AC4
- AC4 (Ny Våg 2009, Deranged Records 2010, Shock Records 2011)[5]
- AC4 / SSA (s Surprise Sex Attack, Aniseed Records 2010)
- Umeå Hardcore EP (P.Trash 2010)
- Burn the World (Ny Våg, Deathwish Inc. 2013)[1][4][6][7]